# Jacob Fugger

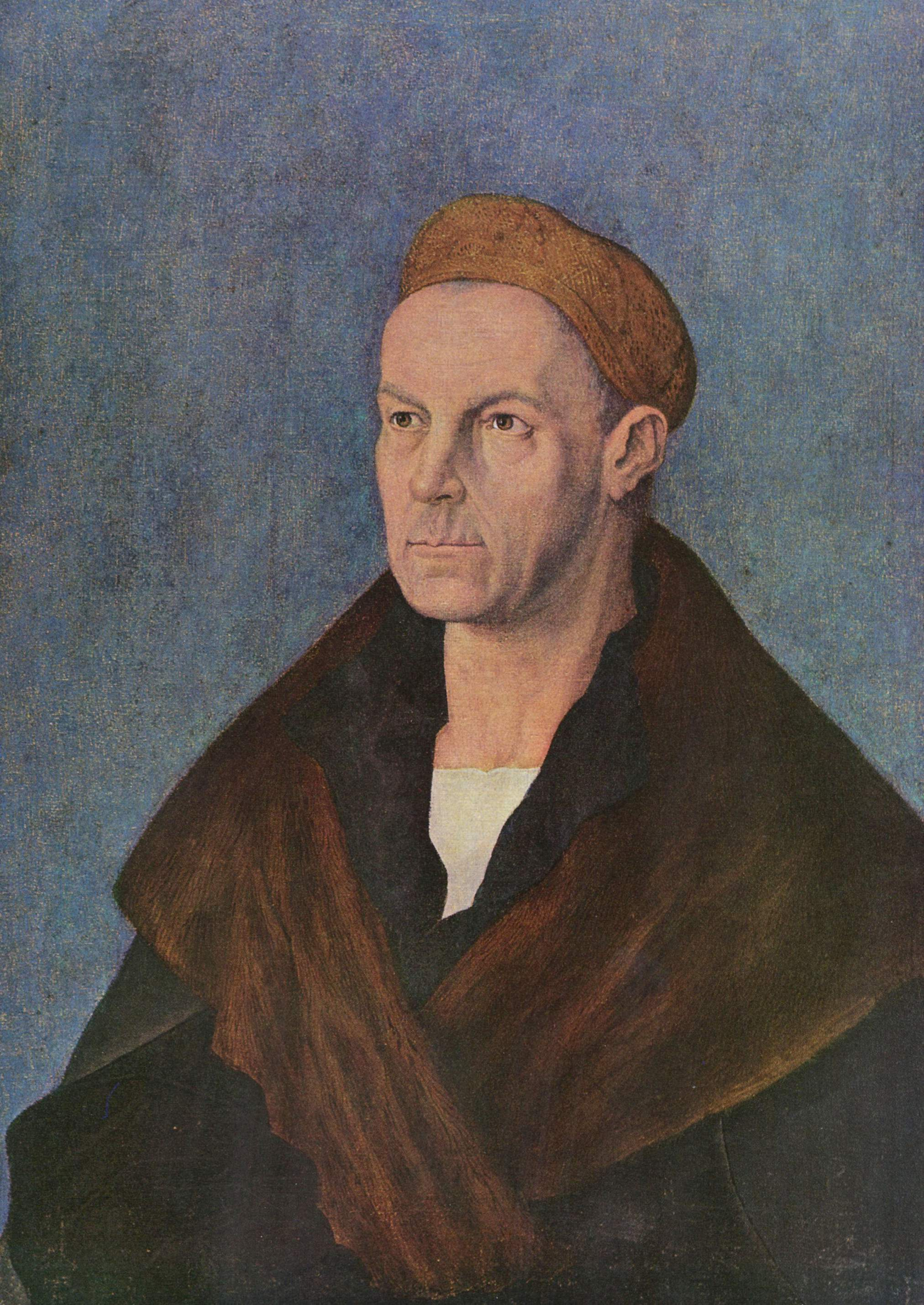
Porträtt målat av Albrecht Dürer cirka 1519.

Jacob Fugger, född 6 mars 1459 i riksstaden Augsburg, död 30 december 1525 i Augsburg, var en tysk affärsman, även kallad Jacob den rike. Han var son till Jakob Fugger den äldre och Barbara Fugger och tillhörde familjen Fugger som vid den tiden var den rikaste familjen i Europa. Hans egen privata förmögenhet grundlades främst genom handelsmonopol på guld, silver och koppar. Därtill var Jacob Fugger en av grundarna till försäljandet av avlatsbrev.
Fugger lyckades att höja värdet på sin familj till cirka 2 miljoner gulden (justerat för inflation cirka 3,2 miljarder kronor 2022) vid hans död, möjligen motsvarande 2 procent av Europas BNP vid den tiden. Fugger lånade ut enorma summor till kejsar Maximilian I och hjälpte till att säkra Karl V:s val som tysk-romersk kejsare, genom att muta valnämnden. Karl V tackade med att adla hela familjen Fugger och ge dem suverän rätt till sin jord, vilket bland annat innebar att de fick rätt att ge ut egna mynt. Som den dåvarande rikaste familjen i Europa stödde de konst, skolor och filantropisk verksamhet, huvudsakligen i Augsburg. Jacob Fugger grundade 1516 Fuggeriet, den äldsta socialinrättningen i världen. På Fuggeriet föddes Leopold Mozart, far till Wolfgang Amadeus Mozart.
Fugger finansierade Christian II fram till och med slaget i Västerås 1521 där Christian II tappade kontrollen över svenska Bergslagen i Gustav Vasas befrielsekrig.